# Institut Mozga
Moskiewski Instytut Badań Mózgu W. I. Lenina (ros. Институт Мозга) – rosyjski instytut badawczy, powstały decyzją Rady Komisarzy Ludowych 13 listopada 1928 roku. 
Instytut istnieje do dziś, od 1950 roku jako instytut Rosyjskiej Akademii Nauk Medycznych. Status instytutu definiował go jako „instytut badań naukowych [...] ze wszystkimi prawami i przywilejami najwyższych naukowych instytucji Związku Radzieckiego”. Pierwszym dyrektorem Instytutu został niemiecki neurobiolog Oskar Vogt. Obecnie nosi nazwę Instytut Mózgu Ludzkiego Rosyjskiej Akademii Nauk.

## Początki Instytutu

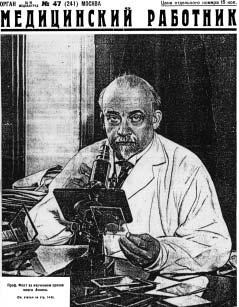
Okładka Medicinijskiego Rabotnika z 1927 roku, przedstawiająca profesora Vogta przy pracy nad mózgiem Lenina

Związki rosyjskich i niemieckich naukowców w XIX wieku i na początku XX stulecia były silne, zwłaszcza na polu medycyny. Po I wojnie światowej część z nich została jednak zerwana, i nieliczni niemieccy naukowcy pozostawali w kontakcie z rosyjskimi kolegami. Jednym z nich był Oskar Vogt, który w 1923 roku razem z żoną Cecile uczestniczył w 1. Wszechrosyjskim Kongresie Psychoneurologii. W tym samym czasie, niemiecko-rosyjski zespół naukowców czynił wysiłki mające na celu podtrzymanie życia ciężko chorego Lenina. W jego skład wchodzili: ze strony niemieckiej Oswald Bumke, Adolf von Strümpell, Max Nonne, Georg Klemperer, Moritz Borchardt i Oskar Minkowski, a ze strony rosyjskiej Liwierij Darkszewicz, Łazar Minor i Grigorij Rossolimo.
Jeszcze za życia Lenina podnoszono kwestię, czy rozwinięcie koncepcji patoklizy Vogta dałoby nadzieję na wyleczenie przywódcy. Kilka miesięcy po śmierci Lenina, w nowym 1924 roku, Łazar Minor napisał do Vogta z ogólnymi wnioskami z konsultacji ze specjalną rządową komisją lekarzy. W swoim liście (napisanym po niemiecku) poinformował go, że:

„Dzisiaj zostałem wezwany na posiedzenie komisji, której zadaniem jest doprowadzenie do najbardziej dokładnego przebadania oraz opisu mózgu zmarłego W.I. Lenina. Na spotkaniu tym wyrażono pogląd, że badanie powinno być uzupełnione o najdokładniejsze badania cytoarchitekoniczne, zgodne z aktualnym stanem nauki. Jednogłośnie przychylono się do wniosku o zasięgnięcie Pańskiej opinii w tej kwestii, być może nawet do wykonania przez Pana badania osobiście”.

Vogt stał się wkrótce w oczach wspomnianej komisji i radzieckiego rządu najlepszym kandydatem na stanowisko szefa Instytutu. W lutym 1925 roku Vogt został członkiem korespondentem Rosyjskiej Akademii Nauk. Nie bez znaczenia był fakt, że Vogt sympatyzował z Niezależną Socjaldemokratyczną Partią Niemiec (USPD). Vogt był również w dobrych stosunkach z N. Siemaszką, Komisarzem Zdrowia Publicznego, Sekretarzem SowNarKomu, Nikołajem Gorbunowem, a także ministrem spraw zagranicznych, Maksimem Litwinowem. Jeszcze w lutym 1925 roku komisja lekarzy spotkała się z Vogtem, by wstępnie odpowiedzieć na pytanie, czy „badanie cytoarchitektoniczne mózgu może dostarczyć informacji o podłożu jego geniuszu”. Podobno odpowiedź na to pytanie była jednogłośnie twierdząca.
Umowa zawarta między Instytutem W.I. Lenina, reprezentowanym przez zastępcę dyrektora Iwana Pawłowicza Towstuchę, a Oskarem Vogtem „powierzała Vogtowi badania naukowe mózgu Lenina” 
i „ogólny nadzór wszystkich prac”. Czas trwania umowy był nieograniczony. Dziewięć paragrafów określało zadania i warunki przedsięwzięcia, m.in. zapewnienie laboratorium z personelem i szkolenie rosyjskich lekarzy w badaniach cytoarchitektonicznych.
Wstępne prace rozpoczęły się w lutym 1925 roku, gdy na zaproszenie męża do Moskwy przyjechały Cécile Vogt i Margarete Woelcke, główna preparatorka w Instytucie Badań Mózgu w Berlinie. Przywiozły one do Moskwy aparaturę (makrotom, mikrotom, mikroskop) i potrzebne odczynniki. Instytut mieścił się w laboratoriach Dmitrowki. Między 1925 a 1927 rokiem mózgowie Lenina zostało pocięte mikrotomem na cienkie plastry, i dziesiąta część z nich została poddana barwieniu i badaniom mikroskopowym. W tym samym czasie Vogt pracował nad organizacją pracy Instytutu. We wrześniu 1925 roku przedstawił swoje plany komitetowi medycznemu. 
W początkowym okresie pracy Instytutu pracowali w nim Siemion Aleksandrovicz Sarkisow i Isaj Dawidowicz Sapir, którzy jako pierwsi przeszli wielomiesięczne szkolenie w berlińskim instytucie. Gdy Institut Mozga został oficjalnie otwarty w listopadzie 1928 roku, pracowało tam dodatkowo czterech lekarzy, wśród nich neuropatolodzy Iwan Nikołajewicz Filimonow i Nikołaj Siemionowicz Popow. Zbiory Instytutu stopniowo powiększały się o kolejne preparaty, a prace nad mózgiem Lenina z wielu powodów przeciągały się. W latach 30. część naukowców pracujących w Instytucie została oskarżona o działalność kontrrewolycyjną, zesłana do łagru  (Sapir) lub rozstrzelana (Popow). W 1967 roku Filimonow, Sarkisow i Czernyszew przygotowali do druku monografię Мозг В.И. Ленина. Цитоархитектоническое исследование, jednak praca pozostała niewydana. Jej fragmenty ukazały się w druku dopiero w 1993 roku.

## Badane mózgi
W Instytucie badano m.in. mózgowia zmarłych sław, do których zaliczano Arama Chaczaturiana, Michaiła Szołochowa, Władimira Biechtieriewa.